# Ossiculum
Ossiculum é um género botânico pertencente à família das orquídeas (Orchidaceae).